# بو بيكر
بو بيكر (بالسويدية: Bo Becker)‏ هو اقتصادي سويدي، ولد في 1971.